# Dokument praski
Dokument praski (lub Dokument biskupstwa praskiego) – dokument wystawiony przez cesarza Henryka IV dla biskupstwa praskiego, pochodzi z 1086 roku. 

## Historia
Dokument opisuje przyłączenie diecezji morawskiej do praskiej oraz utwierdza pierwotne władztwo tej ostatniej z chwili jej utworzenia w 973 roku, gdy obejmowała ona całość ówczesnego władztwa czeskich Przemyślidów. Dokument praski wymienia plemiona Bobrzan i Trzebowian oraz opisuje granice biskupstwa praskiego powstałego w 973 roku, w skład którego miał wejść Śląsk i obszar aż po Styr na wschodzie – wiarygodność tego przekazu jest podważana w związku z przekazami kronikarza ruskiego Nestora, aktami Ottona I i Ottona III oraz istniejącym ówcześnie sojuszem polsko-węgierskim. W związku z powyższymi sprzecznościami oraz faktem, że Dokument przedstawia stan z X wieku czyli o ponad 100 lat wcześniejszy od swego powstania, wiarygodność Dokumentu Praskiego często jest podważana. 

## Motywy
Królowie czescy starali się podnieść rangę swoją i swego biskupstwa, które początkowo powstało jako zależne od arcybiskupa Moguncji. W 1039 Brzetysław I czeski najeżdżając Polskę wywiózł do Pragi relikwie św. Wojciecha, którego silny kult miał podnieść wagę jego stolicy jako metropolii kościelnej. Wratysław II - chcąc zjednoczyć rozbite na dzielnice Czechy, wystarał się u cesarza o Dokument Praski, stanowiący próbę rewindykacji pierwotnego stanu posiadania diecezji, w czasie gdy kościół państwa Piastów leczył rany po niedawnym powstaniu pogańskim (1038), które zniszczyło go niemal całkowicie.

## Problem autentyczności
Problem autentyczności Dokumentu praskiego i uznania go za fałszerstwo z końca XI w. został podniesiony przy okazji nowego wydania dokumentów Henryka IV dla MGH przez Dietricha von Gladissa w 1952 roku w wydaniu krytycznym dokumentów Henryka IV, "Die Urkunden der deutschen Könige und Kaiser".
M.in. agumentem, że Dokumnet praski jest fałszywy jest fakt, że gdyby opisywał rzeczywistość z 974 roku, to w roku 1000 nie mogłoby powstać Arcybiskupstwo Gnieźnieńskie, a wraz z nim biskupstwo wrocławskie i krakowskie, ponieważ biskupstwa te nie mogłyby powstać na terenie już istniejącego biskupstwa praskiego. Nigdy też biskupowie Pragi nie wysuwali roszczeń do panowania nad terenami biskupstw we Wrocławiu i Krakowie, nawet po kryzysie państwa Piastów w czasach Mieszka II. Zdaniem prof. Dariusza A.Sikorskiego Dokument praski należy do większej grupy fałszywych dokumentów powstałych w Pradze w końcu XI lub w początku XII wieku, z których nieświadomie skorzystał czeski kronikarz Kosmas.

## Problem opisu granic
Zdaniem prof. Dariusza Sikorskiego z punktu widzenia stanu prawnego i ówczesnej rzeczywistości postanowienia zawarte w dokumencie praskim są po prostu absurdalne, gdyż Warcisław nie mógł wydać w ręce Gebharda biskupstwa w opisywanych granicach, bo znaczna część tych terenów nie znajdowała się pod jego władzą.

## Tekst
Pragensis episcopus Gebhardus saepe confratribus suis et Coepiscopis cae terisque Principibus nostris, ac novissime nobis conquestus est, quod Pragensis Episcopatus, qui ab initio per totum Bohemiae ac Moraviae Ducatum vnus et integer constitutus [...] Termini autem eius (Pragensis sedis) occidentem versus hii sunt: Tugast, qui tendit ad medium fluminis Chub, Zelza, Zedlica [Zedlicane], Liusena [Lucsane], Dasena [Daciane], Liutomerici [Lutomirici], Lemuzi vsque ad mediam sylvam, qua Bohemia limitatur. Deinde ad aquilonalem hii sunt termini: Psouane, Ghrouati [Crouati] et altera Chrouati, Zlasane, Trebouane, Boborane, Dedosese [Dedosesi] usque ad mediam sylvam, qua Milcianorum occurrunt termini. Inde ad orientem hos fluvios habet terminos: Bug scilicet et Ztir cum Krakouia [Krakova] civitate, provinciaque, cui Wag nomen est, cum omnibus regionibus ad praedictam urbem pertinentibus, que Krakov est. Inde Ungarorum limitibus additis, usque ad montes, quibus nomen est Tritri [Tatri], dilatata procedit. Deinde in ea parte, quae Meridiem respicit, addita regione Moravia usque ad fluvium, cui nomen est Wag, et ad mediam sylvam, cui nomen est Mudre [Muore], et eiusdem montis, eadem Parochia tendit qua Bavaria limitatur (oryginalny tekst Kosmasa).
Istnieje też błędna kopia dokumentu: Occidentem versus…Lucsane, Daciane ... Deinde ad aquilonem…hi sunt termini: Psouane, Crouati et altera Chrouati, Zlasane, Trebouane, Pobarane etc.,